# Raorchestes munnarensis
Raorchestes munnarensis es una especie de anfibio anuro de la familia Rhacophoridae.

## Distribución geográfica
Esta especie es endémica del distrito de Idukki en Kerala, India. Habita a 1500 m sobre el nivel del mar en los Ghats occidentales.

## Etimología
El nombre de la especie está compuesto de munnar y del sufijo latino -ensis que significa "que vive, que habita", y se le dio en referencia al lugar de su descubrimiento, Munnar en el tehsil de Devikulam.

## Publicación original
- Biju & Bossuyt, 2009: Systematics and phylogeny of Philautus Gistel, 1848 (Anura, Rhacophoridae) in the Western Ghats of India, with descriptions of 12 new species. Zoological Journal of the Linnean Society, vol. 155, p. 374-444.[4]